# Opoka Duża

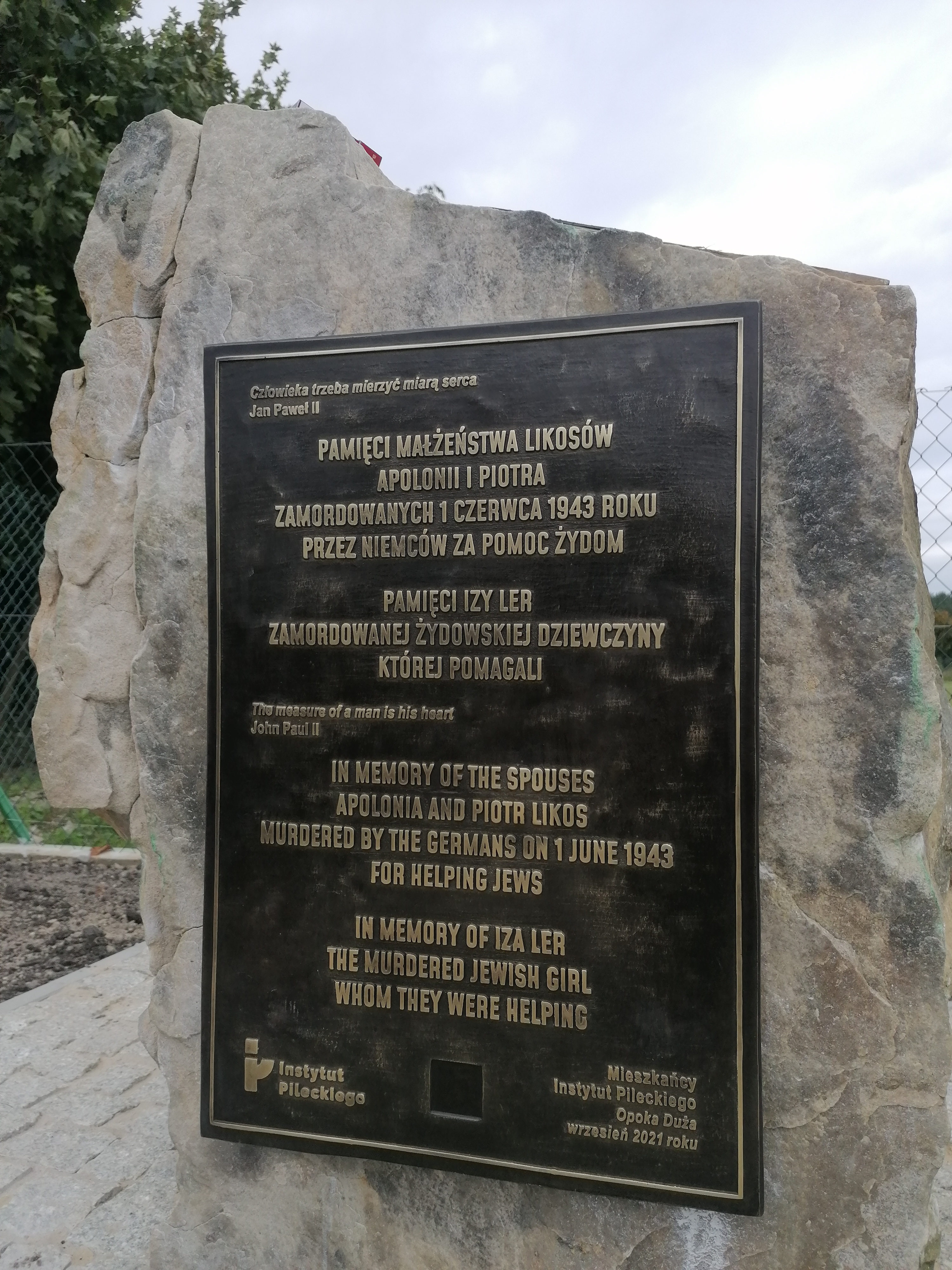
Tablica w Opoce Dużej upamiętniająca Piotra i Apolonię Likosów.

Opoka Duża – wieś w Polsce położona w województwie lubelskim, w powiecie kraśnickim, w gminie Annopol.
| SIMC    | Nazwa      | Rodzaj    |
| ------- | ---------- | --------- |
| 0786437 | Stara Wieś | część wsi |

Podczas okupacji niemieckiej mieszkająca w Opoce Dużej rodzina Likosów udzielała pomocy narażonym na prześladowanie żydowskim rodzinom Brenerów, Kestenbaumów, Chylów oraz Esterze Zakalik. Piotr, Apolonia i ich córka Natalia Likosowie przekazywali im prowiant oraz ubrania, a także od zimy 1942 r. do czerwca 1943 r. udzielali schronienia w budynkach własnego gospodarstwa rolnego około kilkunastu osobom. 1 czerwca 1943 r. niemieccy i ukraińscy żandarmi zaaresztowali Piotra i Apolonię Likosów oraz jedną z ukrywanych osób: Izę Ler. Piotr Likos został pobity i zastrzelony. Apolonia Likos i Iza Ler zostały zastrzelone. Ukrywający się Żydzi uciekli do pobliskiego lasu. Nastoletnia wówczas Natalia Likos uciekła przed represjami przez okno domu. Ze względu na ciążące nad nią zarzuty miała trudności w znalezieniu miejsca stałego pobytu, również wśród rodziny. Po zakończeniu działań wojennych osiadła w Annopolu. Natalia oraz jej rodzice Apolonia i Piotr Likosowie zostali odznaczeni w 1993 r. przez Jad Waszem tytułem Sprawiedliwi wśród Narodów Świata. 30 września 2021 r. w Opoce Dużej miało miejsce odsłonięcie tablicy pamiątkowej poświęconej Piotrowi i Apolonii Likosom w ramach zainicjowanego przez Magdalenę Gawin wiceminister kultury i dziedzictwa narodowego a prowadzonego przez Instytut Pileckiego projektu Zawołani po imieniu.
W latach 1975–1998 miejscowość administracyjnie należała do województwa tarnobrzeskiego.
Wieś stanowi sołectwo gminy Annopol. Według Narodowego Spisu Powszechnego (III 2011 r.) wieś liczyła  403 mieszkańców.

## Osoby związane z Opoką Dużą
- Stanisław Szot – działacz ruchu oporu, pułkownik Wojska Polskiego
- Piotr, Apolonia i Natalia Likosowie – Sprawiedliwi wśród Narodów Świata, uhonorowani w ramach projektu Zawołani po imieniu.